# Adolfo Pérez Esquivel
Adolfo Pérez Esquivel (* 26. listopadu 1931 Buenos Aires) je argentinský sochař, architekt a pacifista. Je známý vedením protestů proti FTAA. Vystudoval Escuela Nacional de Bellas Artes a Universidad Nacional de La Plata. Během Špinavé války založil společnost na boj za lidská práva. V roce 1980 mu byla udělena Nobelova cena za mír.